# Медея (фільм, 1969)
«Меде́я» (італ. «Medea») — фільм П'єра Паоло Пазоліні 1969 року за мотивами однойменної трагедії Еврипіда.

## Сюжет
Фільм є вільним викладом циклу старогрецьких міфів про аргонавтів і їх плаванні до Колхіди за золотим руном. Царство Медеї показане як помешкання покірливих жертв, зайнятих у кривавому культі, що є явним відсиланням до християнської євхаристії. Аргонавти, навпаки, постають бандою насильників, швидше звірів, ніж людей.
Стосунки Медеї і Ясона після повернення до Еллади показані згідно трагедії Еврипіда. Пазоліні двічі зображує історію помсти Медеї, що вбила Главку, — нову дружину Ясона і своїх синів від нього, з різних точок зору, так що неможливо зрозуміти: чи сон це залишеної Медеї або ж міфологізоване відображення жахливої людської трагедії. У першій версії Медея смертельно ранить Ясона, і він не в змозі перешкодити вбивству дітей і відправці Главці отруєного одіяння. У другій версії, Главку, отримавши жрецьке одіяння Медеї, як би перевтілюється в неї саму, і, злакавшись своєї долі, кінчає життя самогубством.

## В ролях
| Актор               | Роль    |
| ------------------- | ------- |
| Марія Каллас        | Медея   |
| Джузеппе Джентіле   | Ясон    |
| Массімо Джіротті    | Креон   |
| Лоран Терзієфф      | Хірон   |
| Маргарет Клементі   | Главка  |
| Серджо Трамонті     | Апрісто |
| П'єра Дельї Еспості | жінка   |

## Цікаві факти

Марія Каллас в ролі Медеї. Кадр з фільму

- Зйомки фільму відбувалися в Каппадокії (Туреччина), причому розігнаний турками православний чоловічий монастир «грав роль» колхідського поселення і царського палацу.
- Оперна співачка Марія Каллас зіграла в цьому фільмі свою єдину роль в кіно. Ім'я співачки для ролі Медеї Пазоліні підказав продюсер фільму Франко Росселіні[1].
- Робоча назва італійською — «Visioni della Medea» («Видіння Медеї»).